# Philippe-Emmanuel de Lorraine

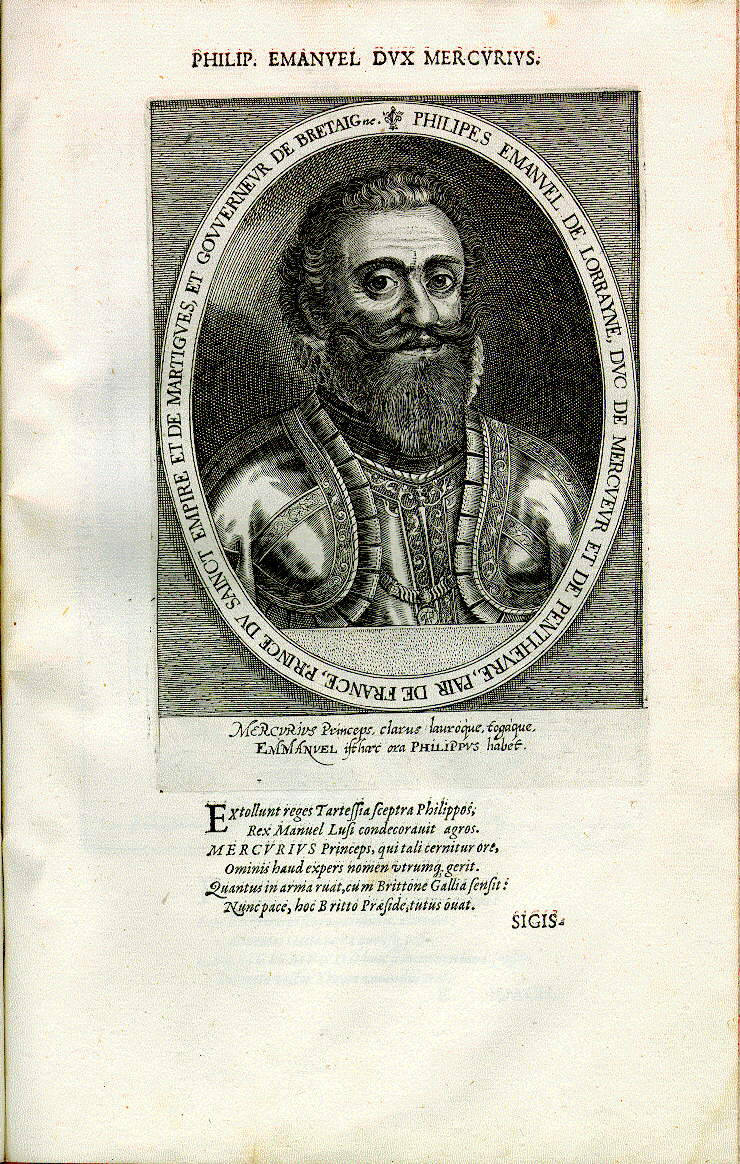
Porträt Philippe-Emmanuels de Lorraine aus dem Atrium heroicum Caesarum, 1600–1602

Philippe-Emmanuel de Lorraine, duc de Mercœur (* 9. September 1558 in Nancy; † 19. Februar 1602 in Nürnberg) war Herzog von Mercœur und ein französischer Heerführer der Hugenottenkriege. Er war ein Sohn des Nicolas de Lorraine, Herzog von Mercœur, und dessen zweiter Frau Jeanne de Savoie-Nemours.
1582 ernannte ihn Heinrich III., der seine Schwester Louise geheiratet hatte, zum Gouverneur der Bretagne. Mercœur stellte sich 1588 an die Spitze der Liga in der Bretagne und erklärte sich zum Beschützer des katholischen Glaubens. Unter Berufung auf die ererbten Rechte seiner Frau, Marie de Luxemburg, duchesse de Penthièvre, die eine Nachfahrin der Herzöge der Bretagne war, versuchte er, sich zum unabhängigen Herrn der Provinz zu erheben. Er organisierte eine Regierung in Nantes und rief seinen Sohn Philippe-Louis (1589–1590) zum „Fürsten und Herzog der Bretagne“ aus.
Mit Hilfe der Spanier schlug er 1592 bei Craon den Herzog von Montpensier, den Heinrich IV. gegen ihn entsandt hatte, unterlag aber kurz darauf der durch englische Kontingente verstärkten königlichen Armee. Der König marschierte persönlich gegen Mercœur und nahm am 20. März 1598 dessen Unterwerfung in Angers entgegen.
Mercœur ging danach nach Ungarn, trat in die Dienste Kaiser Rudolfs II., kämpfte in den Türkenkriegen und nahm 1599 Székesfehérvár ein.
Er starb am 19. Februar 1602. Seine Tochter und Erbin Françoise heiratete 1609 César de Bourbon, duc de Vendôme, einen legitimierten, natürlichen Sohn Heinrichs IV. mit Gabrielle d’Estrées.